# Ugo Bianchi
Ugo Bianchi (Cavriglia, 13 ottobre 1922 – Firenzuola, 14 aprile 1995) è stato uno storico delle religioni italiano.

## Biografia
Laureato in Lettere alla Sapienza - Università di Roma (1944), prese il "diploma di perfezionamento" in studi storico-religiosi nella stessa Università nel 1947.
Libero docente di Storia delle religioni nel 1954, divenne professore straordinario nel 1960 e poi a partire dal 1963 al 1971 ordinario di Storia delle religioni all'Università degli Studi di Messina.
Si trasferì all'Università di Bologna nel 1971 e, dal 1974 fino alla morte, alla Sapienza - Università di Roma.
Fu professore incaricato della stessa disciplina nell'Università Cattolica del Sacro Cuore di Milano dal 1972, e visiting professor di Etnologia religiosa nell'Pontificia Università Urbaniana di Roma dal 1977.
Presidente della "Società italiana di storia delle religioni", presidente della "International Association for the History of Religions" (IAHR, dal 1990), già consultore del "Segretariato vaticano per i non cristiani", membro delle Accademie di Messina e di Bologna, membro del gremium per i "Griechische Christliche Schriftsteller der ersten Jahrhunderte" e per i "Texte und Untersuchungen" dell'Accademia delle scienze di Berlino, dottore honoris causa delle Università Cattolica di Louvain-la-Neuve (Belgio) e di Uppsala (Svezia) nel 1980.
Ugo Bianchi è scomparso il 14 aprile 1995 poche settimane dopo essere divenuto "professore emerito".

## Il pensiero
Fu allievo diretto di Raffaele Pettazzoni (1883-1959) e convinto assertore dell'approccio storico al fenomeno religioso. La religione per Bianchi è contenuto della cultura anche se conserva delle caratteristiche di creatività nella diversificazione della stessa. Esperto della religiosità del mondo classico e del Vicino Oriente antico Ugo Bianchi ha anche affrontato con grande rigore lo Gnosticismo e il Manicheismo.
Per quanto attiene allo Gnosticismo, sono note le sue comunicazioni al Convegno di Messina del 1966 dove raggruppò intorno a dieci temi le 64 comunicazioni tese a circoscrivere le aree di diffusione e le caratteristiche del movimento gnostico.

## Le opere
Fu autore di numerosi volumi e di rinomate pubblicazioni scientifiche. Si occupò di metodologia della ricerca storico-religiosa, di religioni della Grecia, dell'Ellenismo e di Roma, di culti misterici, di gnosticismo, di religioni iraniche, dei temi legati al dualismo nelle religioni, di cosmogonie e di etnologia religiosa.
Diversi suoi studi sono stati pubblicati sulla rivista ‘Augustinianum’ tra cui: 
- Questioni storico-religiose relative al cristianesimo in Siria nei secoli II-V, in Augustinianum 19 (1979), 41-52.
- Religiosità popolare cristiana e pagana, in Augustinianum 21 (1981), 77-90.
- Polemiche gnostiche e antignostiche sul Dio dell'Antico Testamento, in Augustinianum 22 (1982), 35-51.
- Encratismo, acosmisnio, diteismo come criteri di analisi storico-religiosa degli apocrifi, in Augustinianum 23 (1983), 309-317.
- L'anima in Origene e la questione della metensomatosi, in Augustinianum 26 (1986), 33-50.

Organizzò numerosi convegni nazionali e internazionali su tematiche storico-religiose.
È suo il concetto di "Dio in vicenda", un dio che conosce una crisi e un recupero, come un uomo.